# مكداز (آيت أمكون)
مكداز هو قرية سياحية صغيرة تتميز بمآثر تاريخية ومناظر طبيعية خلابة تقع بجماعة آيت تمليل ، إقليم أزيلال، جهة بني ملال خنيفرة في المملكة المغربية. تنتمي هذه القرية لمشيخة آيت أمكون الشمالية . يقدر عدد سكانه بـ 886 نسمة حسب الإحصاء الرسمي للسكان والسكنى لسنة 2004.
تعتبر هذه القرية مسقط رأس الشاعرة مريريدا نايت اعتيق  التي تعتبر من أكثر الشخصيات التاريخية المشهورة بالمنطقة.

يبلغ صدى شهرة هذه القرية الدول الأوروبية مثل فرنسا وإنجلترا و ألمانيا. وقد تم ترشيح تسجيلها في منظمة اليونسكو حيث أنها تتوفر على مآثر تاريخية مابين منازل قديمة وقصبات ومواقع أثرية تعود أصولها إلى ما قبل 500 سنة.مكداز
1. 1 2   http://www.worldtimezone.com/time-africa24.php. {{استشهاد ويب}}: |url= بحاجة لعنوان (مساعدة) والوسيط |title= غير موجود أو فارغ (من ويكي بيانات) (مساعدة)
2. ↑  "الإحصاء العام للسكان والسكنى لسنة 2004 (المغرب)" (PDF). المندوبية السامية للتخطيط. مؤرشف من الأصل (PDF) في 2012-04-23.
3. ↑  Accad-Zerbe، Evelyne؛ Attik، Mririda n'Aït؛ Halpern، Daniel؛ Paley، Paula (1975). "Songs of Mririda, Courtesan of the High Atlas". Books Abroad. ج. 49 ع. 4: 837. DOI:10.2307/40130034. ISSN:0006-7431. مؤرشف من الأصل في 2020-03-14.

## روابط خارجية
- البوابة الوطنية للجماعات الترابية نسخة محفوظة 12 مارس 2018 على موقع واي باك مشين.
- المندوبية السامية للتخطيط